# Maria Micaela do Santíssimo Sacramento
Maria Micaela do Santíssimo Sacramento, baptizada Micaela Lopez Desmaissières e Dicastillo (Madrid, 1 de Janeiro de 1809 - Valência, 24 de Agosto de 1865), é uma santa da Igreja Católica, oriunda de uma família da aristocracia espanhola, fundadora da Congregação das Adoradoras Escravas do Santíssimo Sacramento e da Caridade.